# Gloria Cavalera
Gloria Cavalera (ur. 11 października 1953 w Huron) – amerykańska menedżerka muzyczna.

## Życiorys

### Pochodzenie rodzinne
Urodziła się 11 października 1953 w Huron w Dakocie Południowej. Legitymuje się rosyjskimi korzeniami. Potomkowie jej babki ze strony matki byli duchownymi w rosyjskim kościele prawosławnym. Jej babka Sofia podczas wojny domowej w Rosji w 1918 była pielęgniarką u Białych, a jej mąż poległ służąc po tej samej stronie konfliktu. Uciekając na statku poślubiła Jakowa mając na celu zachowanie własnego bezpieczeństwa po przypłynięciu do Turcji. Przebywając w jugosłowiańskim Darkovacu urodziła Eufrozynę (matkę Glorii). Eufrozyna u kresu II wojny światowej związała się z Frederickiem Kalteneggerem (1902-1964), który następnie był tłumaczem podczas procesów norymberskich. Później oboje wyemigrowali do Stanów Zjednoczonych, gdzie wkrótce potem rozstali się. Eufrozyna samodzielnie osiadła w stanie Kansas oraz sprowadziła do USA swoją matkę i innych członków rodziny. Wyszła za mąż i miała czworo dzieci, w tym Glorię. Jej ciotka Natasza w latach 50. została skazana w ZSRR na karę 10 lat robót na Syberii.

### Działalność zawodowa
W młodości była hipiską. Za sprawą swojego brata Paula przeniosła się do Phoenix. Po nabyciu i przejęciu przez niego w sierpniu 1983 baru Bootlegger oraz restauracji w Phoenix stworzono tam miejsce do organizowania koncertów muzyki metalowej. Wystąpiła tam m.in. grupa Flotsam and Jetsam z Jasonem Newstedem, po czym nastąpił kontakt ze strony wytwórni Metal Blade Records na dalsze koncerty. W 1986 Gloria poznała 16-letniego wówczas Jasona Raineya, współzałożyciela metalowej grupy Sacred Reich. Odtąd była menedżerką tego zespołu. Przez kolejne 26 lat była związana zawodowo z wytwórnią Roadrunner Records. Została też menedżerką grup Atrophy i Forced Entry. W swoim zajęciu odróżniała się od klasycznego stylu pracy menedżera, jako że podróżowała na trasach koncertowych z zespołami, którymi się zajmowała. W tej działalności zajmowała się też księgowaniem i sprzedażą pamiątek. W 1989 odrzuciła propozycję  ze swojej wytwórni pokierowania przynależnymi zespołami, nieposiadającymi menedżera. W tym samym roku otrzymała też indywidualną ofertę od Montego Connera z RR, ażeby została menedżerką nowej formacji zakontraktowanej w przedsiębiorstwie, a mianowicie pochodzącej z Brazylii grupy Sepultura, lecz nie przyjęła także tego pomysłu. Wkrótce potem przy okazji koncertu Sacred Reich i King Diamond w Halloween 30 października 1989 w nowojorskim Ritz osobiście poznała Sepulturę na żywo. Wtedy zgodziła się zostać ich menedżerką. Kilka tygodni później zaopiekowała się zespołem podczas występu w Phoenix. Na początku 1990 podpisano umowę w tym zakresie. Funkcję menedżerki pełniła w kolejnych latach. Organizowała m.in. słynną trasę koncertową pod nazwą „SOS Tour”, podczas której na przełomie 1990/1991 Sepultura występowała z zespołami Obituary i Sadus.
Do początku lat 90. nosiła nazwisko Bujnowski. Z czasem zrezygnowała z pracy dla Sacred Reich i poświęciła się menedżmentowi Sepultury, a w życiu prywatnym związała się z jej frontmanem, gitarzystą i wokalistą Maxem Cavalerą. W 1993 wzięła z nim ślub. W 1993 miała możliwość zostać też menedżerką nowej wówczas formacji Deftones, ale obowiązki prywatne (m.in. narodziny dziecka) uniemożliwiły realizację tego zamysłu. W 1993 pomysłodawczynią nakręcenia w Jerozolimie teledysku Sepultury do utworu Territory. 
W 1996 drugim obok Sepultury zespołem, dla którego pracowała jako menedżerka, był Trunk Federation z Phoenix. 17 sierpnia 1996 Max i Gloria Cavalera przybyli z Sepulturą do Wielkiej Brytanii, po czym z Londynu udali się na „Donington Festival”, gdzie tego dnia grupa miała wystąpić w ramach promocji albumu Roots. Tego dnia dowiedzieli się o śmierci syna Glorii, Dany Wellsa, po czym użyczonym przez Sharon Osbourne prywatnym samolotem (należącym do jej męża Ozzy’ego), niezwłocznie polecieli do Stanów Zjednoczonych. Wobec nagłego wyjazdu Maxa do USA grupa zagrała wspomniany koncert we trzech tj. Igor Cavalera (perkusista, brat Maxa), Andreas Kisser (gitarzysta) i Paulo Jr. (basista). W późniejszym czasie Gloria Cavalera miała zdecydować o swoim odejściu z funkcji menedżerki grupy z dniem 16 grudnia 1996 tj. wraz z upływem kontraktu. W kolejnych miesiącach drugiej połowy tego roku atmosfera na łonie Sepultury podczas trasy była niedobra, jako że członkowie zespołu poza Maxem ignorowali Glorię. Zaznaczali, że już podczas nagrywania Roots dochodziło do kłótni, które wynikały z niezadowolenia niektórych członków działaniami menedżerki. Andreas Kisser był niezadowolony z faktu dominującej pozycji Maxa Cavalery i np. delegowania jego osoby do kontaktu z mediami. Nie odpowiadała im także alienacja Maxa w samym zespole. Według nich dobra atmosfera między nimi czterema była okazywana tylko podczas prób i koncertów. Nadal zarzucali jej faworyzowanie swojego męża oraz nierówne traktowanie (Igor Cavalera przytoczył historię, gdy Gloria wpierw zamierzała go tymczasowo zastąpić innym perkusistą na trasie, gdy spodziewał się narodzin dziecka na początku 1997, natomiast w swojej sytuacji rodzinnej po śmierci Wellsa nie zgadzała się na udział Maxa w tournee jesienią 1996). 16 grudnia 1996 grupa zagrała ostatni koncert na trasie w Brixton Academy w Londynie. Wraz z zakończeniem tournee tego dnia wygasał także kontrakt menedżerski Glorii Cavalery i był to jej ostatni dzień w tej roli przy grupie. Po tymże koncercie Igor Cavalera, Andreas Kisser i Paulo Jr. przekazali jej pismo, w którym oświadczyli, że „nie chcą z nią dłużej pracować” i nie zamierzają przedłużać z nią kontraktu menedżerskiego. Wszyscy trzej postawili Maxowi ultimatum, zgodnie z którym miał wybrać żonę albo zespół, po czym on zdecydował się odejść z Sepultury. W następstwie tego Max Cavalera wydał oficjalne oświadczenie, w którym w emocjonalny sposób odniósł się do sytuacji, mówiąc, że to nie on odszedł z Sepultury, lecz wraz z żoną zostali usunięci przez pozostałych członków. W ostatnim okresie kryzysowego istnienia Sepultury i bezpośrednio po rozłamie pojawiały się pomysły, ażeby rozdzielić funkcje menedżerskie, pozostawiając Glorię wyłącznie przy Maxie, a reszcie członków umożliwić inny menedżment, lecz ostatecznie nie zostało to zrealizowane.
Po latach Max Cavalera ujawnił, że bezpośrednią przyczyną jego odejścia z Sepultury było zachowanie żony Andreasa Kissera tuż po śmierci Dany Wellsa, która w 1996 przy pomocy innej kobiety próbowała przyspieszyć przygotowania do jego pogrzebu jeszcze przed ich przyjazdem na miejsce, tak aby Max Cavalera mógł jak najszybciej kontynuować trasę koncertową w Europie. We wspomnieniach Maxa i Glorii przywoływali oni fakt, że już dzień po pogrzebie Wellsa pozostali członkowie Sepultury nalegali na realizację zbliżającej się trasy koncertowej, co było nie do wykonania przez okrytych żałobą rodziców. Inna geneza została przedstawiona z punktu widzenia pozostałych członków, według których związek lidera grupy z menedżerką stanowił swoisty „konflikt interesów i początek dramatu”. Po latach Andreas Kisser przyznał, że grupa do 1996 była „chaosem poza sceną”, a Max Cavalera w gruncie rzeczy nigdy nie stanowił członka zespołu, podczas trasy posiadał własny bus, w którym znikał po zakończeniu koncertu i nie kontaktował się resztą muzyków; według Kissera, dotychczasowa menedżerka grupy, Gloria, nie podołała wymaganiom w zakresie organizacyjnym, które urosły po sukcesie albumu Roots, skupiała się wyłącznie na wyeksponowaniu osoby swojego męża, co łącznie stało się powodem do zwolnienia jej.
W późniejszych latach od 1997 Gloria Cavalera obejmowała funkcję menedżerki kolejnych grup i projektów muzycznych swojego męża Maxa Cavalery: Soulfly, Cavalera Conspiracy, Killer Be Killed, Go Ahead And Die. W swojej autobiografii, wydanej w 2013 pt. My Bloody Roots (wyd. w Polsce pt. Moje krwawe korzenie), przyznał on, że Gloria Cavalera była powodem, dla którego powstała ta książka. Wyznał też, że to ona „ocaliła go przed samounicestwieniem, gdy był na dnie”.
W swoim zakresie menedżmentu muzycznego Gloria Cavalera uchodzi za osobę odnoszącą największe sukcesy.

### Życie prywatne
Należy do Rosyjskiego Kościoła Prawosławnego. Przez lata kariery była rozpoznawalna z uwagi na zieloną barwę włosów. Ten kolor zawarła także w tytule swojego bloga internetowego, prowadzonego od 2012.
Po tym jak związała się uczuciowo z Maxem Cavalerą w sierpniu 1992, tj. gdy była w 5 miesiącu ciąży, on przeprowadził się do Stanów Zjednoczonych, zamieszkując w jej domu w Phoenix. Na przełomie 1992/1993 mieszkali w domu przy Corrine Street w północnej części tego miasta. 6 czerwca 1993 odbył się ich ślub cywilny. Świadkami byli jej córka Christina i brat Maxa, Igor Cavalera. W styczniu 2004 w Oklahoma City Gloria i Max Cavalera zawarli ślub w obrządku prawosławnym.
Ma siedmioro dzieci. Pięcioro jej dzieci urodzone przed 1993:
- Christina (najstarsza córka[62], współpracująca z matką przy pracy menedżerskiej, zamężna z Alexem Newportem, który z Maxem Cavalerą stworzył projekt Nailbomb, wówczas występowała jako Christina Steever-Newport[63], przed 2001 związała się z Serbem, zamieszkała w Serbii i nosiła nazwisko Stojanovic[64])[65][66][67][58][68].
- Dana Wells (1975-1996, zmarły tragicznie)[58][69][39][7].
- Roxanne[58][39].
- Richie (członek zespołu Incite)[58][70]
- Jason[58].

Po ślubie z Maxem Cavalerą wyżej wymienione dzieci Glorii Cavalery zostały przez niego przysposobione i formalnie przyjęły nazwisko Cavalera.
Dwaj synowie z Maxem Cavalerą:
- Zyon Graziano (ur. 19 stycznia 1993)[72][73][c]
- Igor Amadeus (ur. 2 lipca 1995, imiona otrzymał na cześć rosyjskich korzeni Glorii, brata Maxa i drugie imię na cześć Wolfganga Amadeusa Mozarta)[2][74]

## Dyskografia
- Nailbomb – Point Blank (1994), fotografie
- Sepultura – Refuse/Resist (1994), fotografie
- Soulfly – Primitive (2000), fotografie (dodatkowe)
- Soulfly – Prophecy (2004), produkcja wykonawcza
- Soulfly – Dark Ages (2005), produkcja wykonawcza

## Wideografia
- Sepultura – Under Siege (Live in Barcelona) (1991), fotografie
- In a Metal Mood (1996)